# 러마군 (텍사스주)

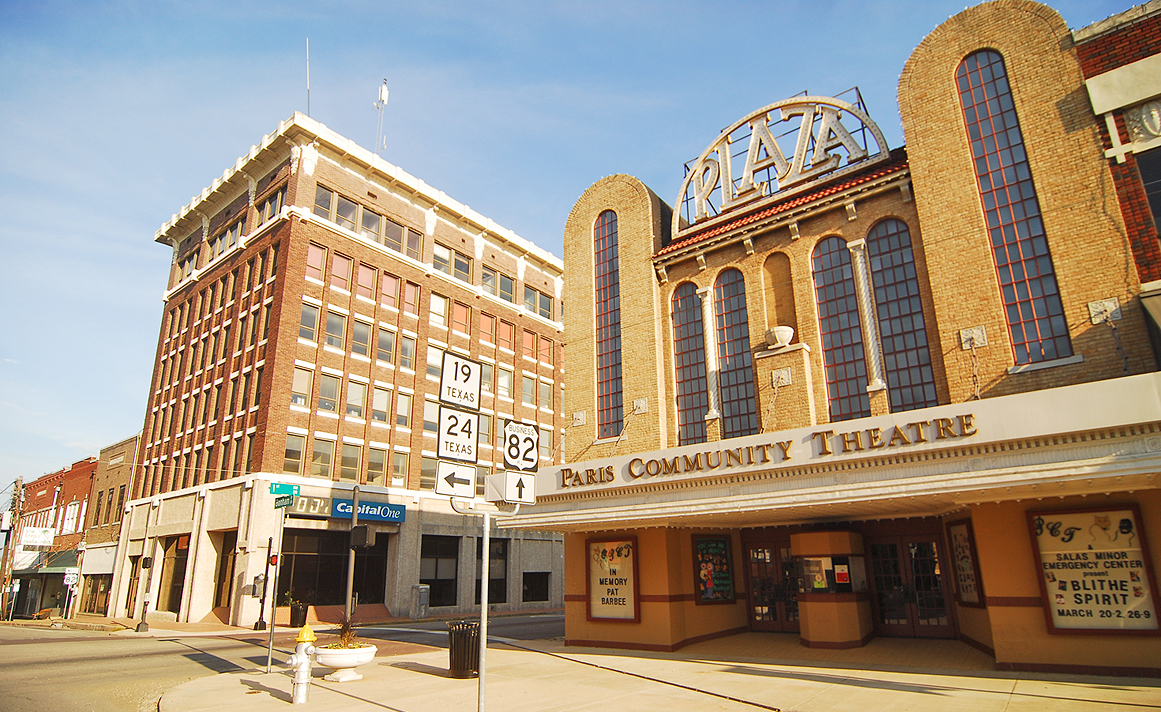

러마군 또는 러마 카운티(Lamar County)는 미국 텍사스주 북동부에 위치한 군으로 오클라호마주와 접한다. 2010년 기준으로 이 지역의 인구 수는 총 49,793명이다. 2018년 추산으로 이 지역의 총 인구 수는 49,728명이다. 카운티청 소재지이자 최대 도시는 패리스다.

## 인구
| 인구조사                                  | 인구   | Note  | %±     |
| ----------------------------------------- | ------ | ----- | ------ |
| 1850년                                    | 3,978  |       | —      |
| 1860년                                    | 10,136 |       | 154.8% |
| 1870년                                    | 15,790 |       | 55.8%  |
| 1880년                                    | 27,193 |       | 72.2%  |
| 1890년                                    | 37,302 |       | 37.2%  |
| 1900년                                    | 48,627 |       | 30.4%  |
| 1910년                                    | 46,544 |       | −4.3%  |
| 1920년                                    | 55,742 |       | 19.8%  |
| 1930년                                    | 48,529 |       | −12.9% |
| 1940년                                    | 50,425 |       | 3.9%   |
| 1950년                                    | 43,033 |       | −14.7% |
| 1960년                                    | 34,234 |       | −20.4% |
| 1970년                                    | 36,062 |       | 5.3%   |
| 1980년                                    | 42,156 |       | 16.9%  |
| 1990년                                    | 43,949 |       | 4.3%   |
| 2000년                                    | 48,499 |       | 10.4%  |
| 2010년                                    | 49,793 |       | 2.7%   |
| 2018 (추산)                               | 49,728 | [ 1 ] | −0.1%  |
| U.S. Decennial Census 1850–2010 2010–2014 |        |       |        |